# 朝比奈三代子
朝比奈 三代子（あさひな みよこ、本名：高橋 三代子（たかはし みよこ）、1969年9月24日 - ）は、日本の元女子陸上競技（主にマラソン）選手で、元マラソン日本女子最高記録保持者である。神奈川県出身。

## 人物・略歴
中延学園高等学校（現・朋優学院高等学校）時代に日本選手権1500mで優勝。1988年に同校を卒業後、旭化成陸上部入部。同年10月の全日本実業団対抗陸上競技選手権大会では3000mで、増田明美の日本記録を5年ぶりに更新した。その後長距離・マラソンに転向する。
1992年の大阪国際女子マラソンでは、ライバルの小鴨由水（当時初マラソン世界記録及び日本最高記録で優勝）・松野明美（2位）らと共にマラソンデビューを果たし注目を集めたが、30km以降で失速し2時間30分48秒で9位に終わる。
その後も1993年、1994年と続けて大阪国際女子マラソンに出場するも、やはり30km以降が鬼門となり好記録を残すことができなかった。更に1994年の同大会では、同じ旭化成所属で朝比奈の2年後輩に当たる安部友恵にマラソン初制覇及び日本最高記録樹立（2時間26分09秒）を許し、先を越される格好となった。当時、監督だった宗茂からは「トレッドミルの上を走るマラソン大会があれば世界一」と評されており、増田明美は人に優しすぎる性格の故に最後の踏ん張りに弱いとみていたと記している。
しかし安部の優勝が刺激となり、約2ヶ月半後の1994年4月に行われたロッテルダムマラソンでは、2時間25分52秒の当時の日本女子最高記録を達成して、念願のフルマラソン初優勝を果たした。
この記録が出たときには、日本女子の2時間25分突破は時間の問題と思われたが、日本の女子マラソンが記録更新の停滞期に入り、関係者の予想とは裏腹にこの記録は1998年の名古屋国際女子マラソンで高橋尚子が更新するまで4年近くも日本最高を維持することになった。しかし、その後の朝比奈はレースで好成績を残すことができず、マラソンでのオリンピックや世界陸上選手権への出場は叶わなかった。1997年3月、同陸上部を退部。
同じ旭化成所属のマラソンランナーだった高橋浩一と1994年に結婚したが、2006年3月に高橋を胃ガンのため43歳で失う悲運に見舞われた。

## 主な記録（マラソンのみ）
| 1992年1月26日 | 大阪国際女子マラソン   | 2時間30分48秒 9位（初マラソン）                        |
| 1993年1月31日 | 大阪国際女子マラソン   | 2時間30分58秒 6位                                      |
| 1994年1月30日 | 大阪国際女子マラソン   | 2時間27分51秒 5位                                      |
| 1994年4月17日 | ロッテルダムマラソン   | 2時間25分52秒 優勝（当時日本女子最高記録、自己ベスト） |
| 1995年3月12日 | 名古屋国際女子マラソン | 2時間39分58秒 24位（現役最後のマラソン）               |